# Danh sách tiểu hành tinh: 10501–10600
| Tên                   | Tên đầu tiên | Ngày phát hiện       | Nơi phát hiện           | Người phát hiện                                  |
| --------------------- | ------------ | -------------------- | ----------------------- | ------------------------------------------------ |
| 10501 Ardmacha        | 1987 OT      | 19 tháng 7 năm 1987  | Palomar                 | E. F. Helin                                      |
| 10502 Armaghobs       | 1987 QF6     | 22 tháng 8 năm 1987  | Palomar                 | E. F. Helin                                      |
| 10503 -               | 1987 SG13    | 27 tháng 9 năm 1987  | La Silla                | H. Debehogne                                     |
| 10504 Doga            | 1987 UF5     | 22 tháng 10 năm 1987 | Nauchnij                | L. V. Zhuravleva                                 |
| 10505 -               | 1988 BN4     | 22 tháng 1 năm 1988  | La Silla                | H. Debehogne                                     |
| 10506 Rydberg         | 1988 CW4     | 13 tháng 2 năm 1988  | La Silla                | E. W. Elst                                       |
| 10507 -               | 1988 ER1     | 13 tháng 3 năm 1988  | Đài thiên văn Brorfelde | P. Jensen                                        |
| 10508 -               | 1988 RM4     | 1 tháng 9 năm 1988   | La Silla                | H. Debehogne                                     |
| 10509 Heinrichkayser  | 1989 GD4     | 3 tháng 4 năm 1989   | La Silla                | E. W. Elst                                       |
| 10510 Maxschreier     | 1989 GQ4     | 3 tháng 4 năm 1989   | La Silla                | E. W. Elst                                       |
| 10511 -               | 1989 OD      | 21 tháng 7 năm 1989  | Siding Spring           | R. H. McNaught                                   |
| 10512 -               | 1989 TP11    | 2 tháng 10 năm 1989  | Cerro Tololo            | S. J. Bus                                        |
| 10513 -               | 1989 TJ14    | 2 tháng 10 năm 1989  | La Silla                | H. Debehogne                                     |
| 10514 -               | 1989 TD16    | 4 tháng 10 năm 1989  | La Silla                | H. Debehogne                                     |
| 10515 Old Joe         | 1989 UB3     | 31 tháng 10 năm 1989 | Stakenbridge            | B. G. W. Manning                                 |
| 10516 Sakurajima      | 1989 VQ      | 1 tháng 11 năm 1989  | Kagoshima               | M. Mukai, M. Takeishi                            |
| 10517 -               | 1990 BH1     | 28 tháng 1 năm 1990  | Kushiro                 | S. Ueda, H. Kaneda                               |
| 10518 -               | 1990 MC      | 18 tháng 6 năm 1990  | Palomar                 | H. E. Holt                                       |
| 10519 -               | 1990 RO2     | 15 tháng 9 năm 1990  | Palomar                 | H. E. Holt                                       |
| 10520 -               | 1990 RS2     | 15 tháng 9 năm 1990  | Palomar                 | H. E. Holt                                       |
| 10521 -               | 1990 RW7     | 14 tháng 9 năm 1990  | La Silla                | H. Debehogne                                     |
| 10522 -               | 1990 SN3     | 18 tháng 9 năm 1990  | Palomar                 | H. E. Holt                                       |
| 10523 D'Haveloose     | 1990 SM6     | 22 tháng 9 năm 1990  | La Silla                | E. W. Elst                                       |
| 10524 Maniewski       | 1990 SZ7     | 22 tháng 9 năm 1990  | La Silla                | E. W. Elst                                       |
| 10525 -               | 1990 TO      | 12 tháng 10 năm 1990 | Siding Spring           | R. H. McNaught                                   |
| 10526 Ginkogino       | 1990 UK1     | 19 tháng 10 năm 1990 | Okutama                 | T. Hioki, S. Hayakawa                            |
| 10527 -               | 1990 UN1     | 20 tháng 10 năm 1990 | Dynic                   | A. Sugie                                         |
| 10528 -               | 1990 VX3     | 12 tháng 11 năm 1990 | Kushiro                 | S. Ueda, H. Kaneda                               |
| 10529 Giessenburg     | 1990 WQ4     | 16 tháng 11 năm 1990 | La Silla                | E. W. Elst                                       |
| 10530 -               | 1991 EA      | 7 tháng 3 năm 1991   | Kushiro                 | S. Ueda, H. Kaneda                               |
| 10531 -               | 1991 GB1     | 8 tháng 4 năm 1991   | Palomar                 | E. F. Helin                                      |
| 10532 -               | 1991 NA2     | 14 tháng 7 năm 1991  | Palomar                 | H. E. Holt                                       |
| 10533 -               | 1991 PT12    | 5 tháng 8 năm 1991   | Palomar                 | H. E. Holt                                       |
| 10534 -               | 1991 PV16    | 7 tháng 8 năm 1991   | Palomar                 | H. E. Holt                                       |
| 10535 -               | 1991 RB1     | 10 tháng 9 năm 1991  | Dynic                   | A. Sugie                                         |
| 10536 -               | 1991 RZ8     | 11 tháng 9 năm 1991  | Palomar                 | H. E. Holt                                       |
| 10537 -               | 1991 RY16    | 15 tháng 9 năm 1991  | Palomar                 | H. E. Holt                                       |
| 10538 Torode          | 1991 VP2     | 11 tháng 11 năm 1991 | Stakenbridge            | B. G. W. Manning                                 |
| 10539 -               | 1991 VH4     | 9 tháng 11 năm 1991  | Kushiro                 | S. Ueda, H. Kaneda                               |
| 10540 Hachigoroh      | 1991 VP4     | 13 tháng 11 năm 1991 | Kiyosato                | S. Otomo                                         |
| 10541 -               | 1991 YX      | 31 tháng 12 năm 1991 | Haute Provence          | E. W. Elst                                       |
| 10542 Ruckers         | 1992 CN3     | 2 tháng 2 năm 1992   | La Silla                | E. W. Elst                                       |
| 10543 Klee            | 1992 DL4     | 27 tháng 2 năm 1992  | Đài quan sát Tautenburg | F. Börngen                                       |
| 10544 Hörsnebara      | 1992 DA9     | 29 tháng 2 năm 1992  | La Silla                | UESAC                                            |
| 10545 Källunge        | 1992 EQ9     | 2 tháng 3 năm 1992   | La Silla                | UESAC                                            |
| 10546 Nakanomakoto    | 1992 FS1     | 28 tháng 3 năm 1992  | Kitami                  | K. Endate, K. Watanabe                           |
| 10547 Yosakoi         | 1992 JF      | 2 tháng 5 năm 1992   | Geisei                  | T. Seki                                          |
| 10548 -               | 1992 PJ2     | 2 tháng 8 năm 1992   | Palomar                 | H. E. Holt                                       |
| 10549 Helsingborg     | 1992 RM2     | 2 tháng 9 năm 1992   | La Silla                | E. W. Elst                                       |
| 10550 Malmö           | 1992 RK7     | 2 tháng 9 năm 1992   | La Silla                | E. W. Elst                                       |
| 10551 Göteborg        | 1992 YL2     | 18 tháng 12 năm 1992 | Caussols                | E. W. Elst                                       |
| 10552 Stockholm       | 1993 BH13    | 22 tháng 1 năm 1993  | La Silla                | E. W. Elst                                       |
| 10553 Stenkumla       | 1993 FZ4     | 17 tháng 3 năm 1993  | La Silla                | UESAC                                            |
| 10554 Västerhejde     | 1993 FO34    | 19 tháng 3 năm 1993  | La Silla                | UESAC                                            |
| 10555 Tagaharue       | 1993 HH      | 16 tháng 4 năm 1993  | Kitami                  | K. Endate, K. Watanabe                           |
| 10556 -               | 1993 QS      | 19 tháng 8 năm 1993  | Palomar                 | E. F. Helin                                      |
| 10557 Rowland         | 1993 RL5     | 15 tháng 9 năm 1993  | La Silla                | E. W. Elst                                       |
| 10558 Karlstad        | 1993 RB7     | 15 tháng 9 năm 1993  | La Silla                | E. W. Elst                                       |
| 10559 Yukihisa        | 1993 SJ1     | 16 tháng 9 năm 1993  | Kitami                  | K. Endate, K. Watanabe                           |
| 10560 Michinari       | 1993 TN      | 8 tháng 10 năm 1993  | Kitami                  | K. Endate, K. Watanabe                           |
| 10561 Shimizumasahiro | 1993 TE2     | 15 tháng 10 năm 1993 | Kitami                  | K. Endate, K. Watanabe                           |
| 10562 -               | 1993 UB1     | 19 tháng 10 năm 1993 | Palomar                 | E. F. Helin                                      |
| 10563 Izhdubar        | 1993 WD      | 19 tháng 11 năm 1993 | Palomar                 | C. S. Shoemaker, E. M. Shoemaker                 |
| 10564 -               | 1993 XQ2     | 14 tháng 12 năm 1993 | Palomar                 | PCAS                                             |
| 10565 -               | 1994 AT1     | 9 tháng 1 năm 1994   | Fujieda                 | H. Shiozawa, T. Urata                            |
| 10566 Zabadak         | 1994 AZ2     | 14 tháng 1 năm 1994  | Yatsugatake             | Y. Kushida, O. Muramatsu                         |
| 10567 -               | 1994 CV      | 7 tháng 2 năm 1994   | Farra d'Isonzo          | Farra d'Isonzo                                   |
| 10568 Yoshitanaka     | 1994 CF1     | 2 tháng 2 năm 1994   | Kiyosato                | S. Otomo                                         |
| 10569 Kinoshitamasao  | 1994 GQ      | 8 tháng 4 năm 1994   | Kitami                  | K. Endate, K. Watanabe                           |
| 10570 Shibayasuo      | 1994 GT      | 8 tháng 4 năm 1994   | Kitami                  | K. Endate, K. Watanabe                           |
| 10571 -               | 1994 LA1     | 5 tháng 6 năm 1994   | Trạm Catalina           | C. W. Hergenrother                               |
| 10572 Kominejo        | 1994 VO7     | 8 tháng 11 năm 1994  | Kiyosato                | S. Otomo                                         |
| 10573 Piani           | 1994 WU1     | 29 tháng 11 năm 1994 | Stroncone               | Stroncone                                        |
| 10574 -               | 1994 YH1     | 31 tháng 12 năm 1994 | Oizumi                  | T. Kobayashi                                     |
| 10575 -               | 1994 YV1     | 31 tháng 12 năm 1994 | Oizumi                  | T. Kobayashi                                     |
| 10576 -               | 1995 GF      | 3 tháng 4 năm 1995   | Oizumi                  | T. Kobayashi                                     |
| 10577 Jihčesmuzeum    | 1995 JC      | 2 tháng 5 năm 1995   | Kleť                    | M. Tichý                                         |
| 10578 -               | 1995 LH      | 5 tháng 6 năm 1995   | Siding Spring           | G. J. Garradd                                    |
| 10579 Diluca          | 1995 OE      | 20 tháng 7 năm 1995  | Bologna                 | Osservatorio San Vittore                         |
| 10580 -               | 1995 OV      | 24 tháng 7 năm 1995  | Nachi-Katsuura          | Y. Shimizu, T. Urata                             |
| 10581 Jeníkhollan     | 1995 OD1     | 30 tháng 7 năm 1995  | Ondřejov                | P. Pravec                                        |
| 10582 Harumi          | 1995 TG      | 3 tháng 10 năm 1995  | Moriyama                | Y. Ikari                                         |
| 10583 Kanetugu        | 1995 WC4     | 21 tháng 11 năm 1995 | Nanyo                   | T. Okuni                                         |
| 10584 Ferrini         | 1996 GJ2     | 14 tháng 4 năm 1996  | San Marcello            | L. Tesi, A. Boattini                             |
| 10585 Wabi-Sabi       | 1996 GD21    | 13 tháng 4 năm 1996  | Kitt Peak               | Spacewatch                                       |
| 10586 Jansteen        | 1996 KY4     | 22 tháng 5 năm 1996  | La Silla                | E. W. Elst                                       |
| 10587 Strindberg      | 1996 NF3     | 14 tháng 7 năm 1996  | La Silla                | E. W. Elst                                       |
| 10588 Adamcrandall    | 1996 OE      | 18 tháng 7 năm 1996  | Prescott                | P. G. Comba                                      |
| 10589 -               | 1996 OM2     | 23 tháng 7 năm 1996  | Campo Imperatore        | A. Boattini, A. Di Paola                         |
| 10590 -               | 1996 OP2     | 24 tháng 7 năm 1996  | Campo Imperatore        | A. Boattini, A. Di Paola                         |
| 10591 Caverni         | 1996 PD3     | 13 tháng 8 năm 1996  | Montelupo               | M. Tombelli, G. Forti                            |
| 10592 -               | 1996 PN5     | 10 tháng 8 năm 1996  | Haleakala               | NEAT                                             |
| 10593 -               | 1996 QQ1     | 25 tháng 8 năm 1996  | King City               | R. G. Sandness                                   |
| 10594 -               | 1996 RE4     | 10 tháng 9 năm 1996  | Xinglong                | Chương trình tiểu hành tinh Bắc Kinh Schmidt CCD |
| 10595 -               | 1996 SS6     | 21 tháng 9 năm 1996  | Xinglong                | Beijing Schmidt CCD Asteroid Program             |
| 10596 Stevensimpson   | 1996 TS      | 4 tháng 10 năm 1996  | Sudbury                 | D. di Cicco                                      |
| 10597 -               | 1996 TR10    | 9 tháng 10 năm 1996  | Kushiro                 | S. Ueda, H. Kaneda                               |
| 10598 Markrees        | 1996 TT11    | 13 tháng 10 năm 1996 | Prescott                | P. G. Comba                                      |
| 10599 -               | 1996 TK15    | 9 tháng 10 năm 1996  | Kushiro                 | S. Ueda, H. Kaneda                               |
| 10600 -               | 1996 TK48    | 9 tháng 10 năm 1996  | Kushiro                 | S. Ueda, H. Kaneda                               |